# Lex Papiria
La lex Papiria (« loi de Papirius ») est une lex (« loi ») de la Rome antique. Elle nous est connue par Cicéron qui s'en prévaut dans le De domo sua. Elle est relative à la dedicatio (« dédicace ») et/ou à la consecratio (« consécration ») des templa (« temples ») et d'autres lieux. Elle est rapprochée d'une autre loi que Tite-Live évoque et date de 304 av. J.-C..
La lex Papiria est ainsi désignée par Cicéron. D'après celui-ci, son éponyme est Q. Papirius. Elle consiste en un plebiscitum (« plébiscite »).